# Druivendopluis
De druivendopluis (Pulvinaria vitis), ook wel Wollige dopluis of Bessenwoldopluis is een schildluis die behoort tot de wollige dopluizen.  Hij leeft polyfaag op houtige gewassen. Hij komt voor op een heel scala aan bomen, zoals esdoorn, beuk, hulst, pruim, zwarte bes en boswilg.

## Kenmerken
Larven leven vooral op bladeren en de luis op vooral dunnere takken. Eieren worden in maanden april-juni geproduceerd en gelegd in een spierwitte eierzak (ovisac). Deze zak doet het lichaam van de dopluis oplichten. Volwassen vrouwtjes overwinteren.